# Ambilly
Ambilly [ɑ̃biji] est une commune française située dans le département de la Haute-Savoie, en région Auvergne-Rhône-Alpes. Elle fait partie de l'agglomération transfrontalière du Grand Genève.

## Géographie
Ambilly se situe dans la banlieue nord d'Annemasse, à la frontière avec la Suisse. Elle est la plus petite commune du département de la Haute-Savoie.

## Urbanisme

### Typologie
Au 1er janvier 2024, Ambilly est catégorisée grand centre urbain, selon la nouvelle grille communale de densité à sept niveaux définie par l'Insee en 2022.
Elle appartient à l'unité urbaine de Genève (SUI)-Annemasse (partie française), une agglomération internationale regroupant 34  communes, dont elle est une commune de la banlieue,,. Par ailleurs la commune fait partie de l'aire d'attraction de Genève - Annemasse (partie française), dont elle est une commune du pôle principal,. Cette aire, qui regroupe 158 communes, est catégorisée dans les aires de 700 000 habitants ou plus (hors Paris),.

### Occupation des sols
L'occupation des sols de la commune, telle qu'elle ressort de la base de données européenne d’occupation biophysique des sols Corine Land Cover (CLC), est marquée par l'importance des territoires artificialisés (99,8 % en 2018), en augmentation par rapport à 1990 (98,5 %). La répartition détaillée en 2018 est la suivante : 
zones urbanisées (98,7 %), zones industrielles ou commerciales et réseaux de communication (1,1 %), terres arables (0,2 %).
L'IGN met par ailleurs à disposition un outil en ligne permettant de comparer l’évolution dans le temps de l’occupation des sols de la commune (ou de territoires à des échelles différentes). Plusieurs époques sont accessibles sous forme de cartes ou photos aériennes : la carte de Cassini (XVIIIe siècle), la carte d'état-major (1820-1866) et la période actuelle (1950 à aujourd'hui).

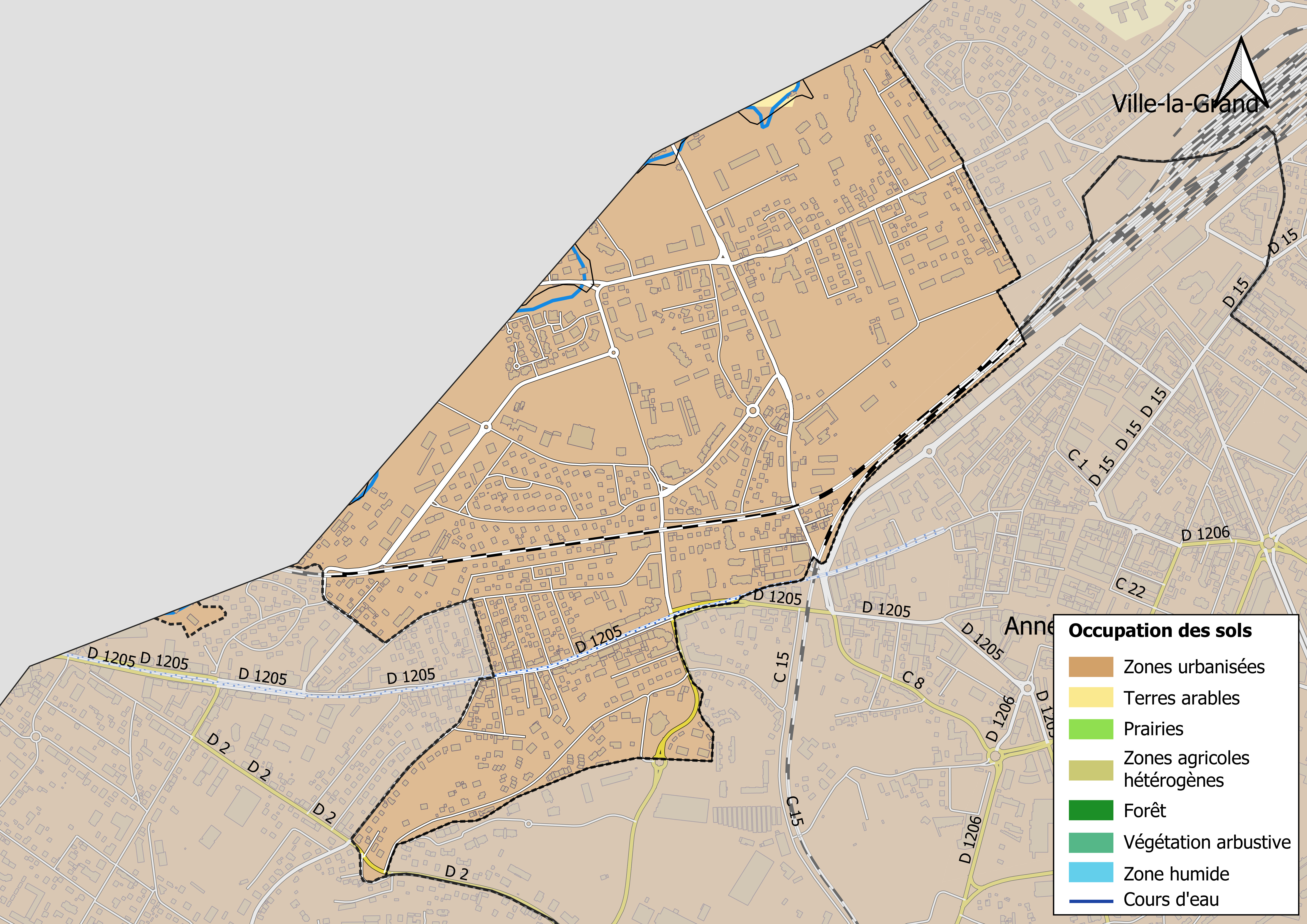
Carte des infrastructures et de l'occupation des sols en 2018 (CLC) de la commune.
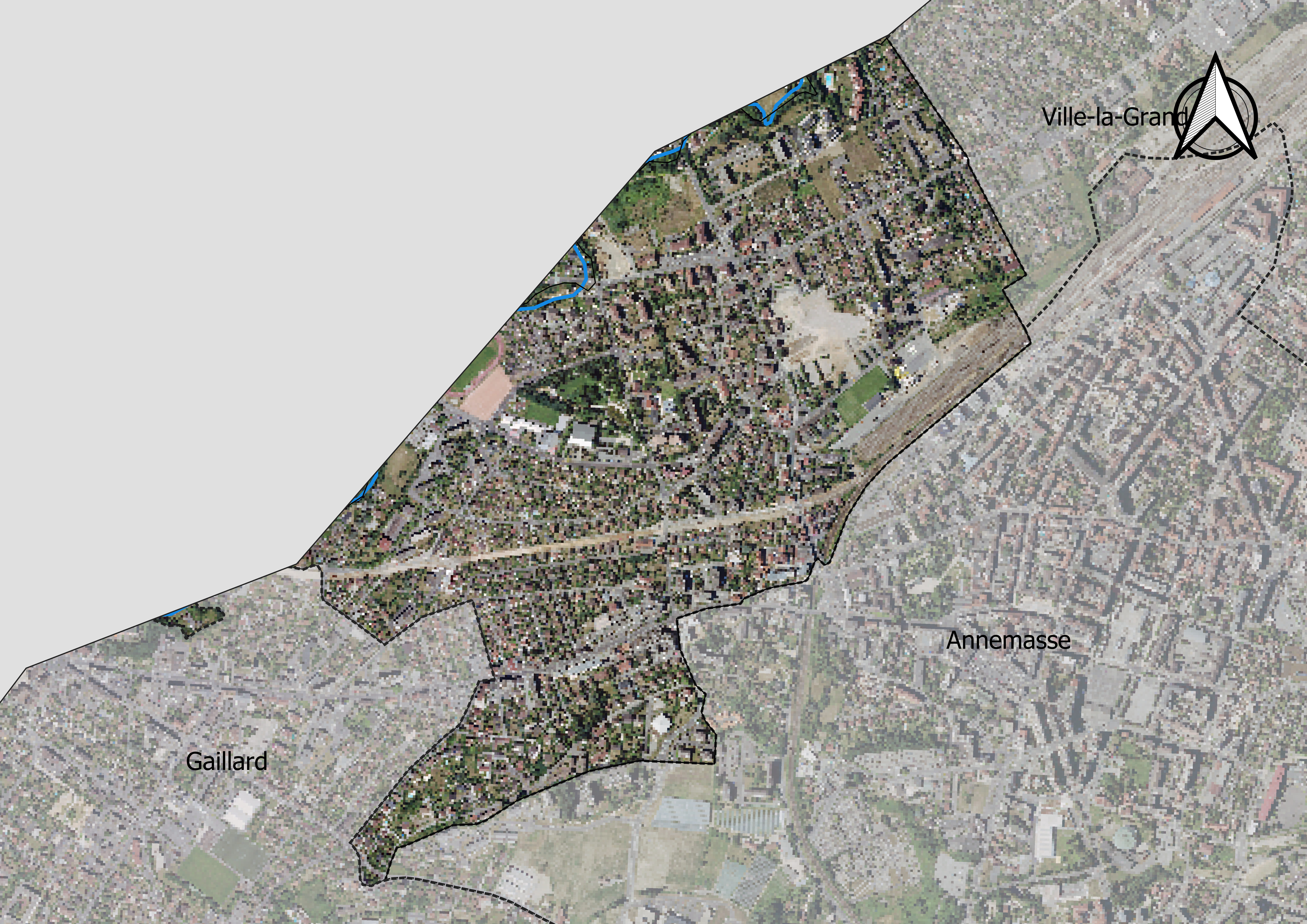
Carte orthophotogrammétrique de la commune.

## Toponymie
En francoprovençal, le nom de la commune s'écrit Ambilly (graphie de Conflans) ou Ambelyi (ORB).

## Histoire

### Période antique
Il y a de nombreux vestiges romains, notamment un aqueduc et des objets (tuiles, amphores, poteries, etc.). L'ancien site d'implantation devait se situer entre le Château Pictet et la Tour. Il s'agit probablement d'une villa qui a laissé son nom à la commune, on trouve en effet les formes Ambiliaci en 859 et Ambilliacum en 1022. Les plus grandes découvertes sont mises au jour avec la construction de l'hôpital en 1965.

### Période contemporaine
Entre 1780 et 1837, Ambilly fait partie de la province de Carouge, division administrative des États de Savoie.
Le traité de Turin de 1816 fixe la frontière sur le Foron et ampute la commune du territoire au nord de celui-ci ; néanmoins elle reste propriétaire à titre privé des « communaux d'Ambilly » situés sur territoire suisse. Aux termes de ce même traité, le territoire subsistant d'Ambilly est incorporé à la « zone sarde », zone de libre-échange avec la Suisse qui deviendra après 1860 et le rattachement de la Savoie à la France la zone franche de la Haute-Savoie toujours en vigueur aujourd'hui.
La commune d'Ambilly devient une commune distincte le 3 août 1843 à la suite de la dissolution de la commune d’Ambilly-Gaillard par le roi de Sardaigne, Charles-Albert.
Lors des débats sur l'avenir du duché de Savoie, en 1860, la population est sensible à l'idée d'une union de la partie nord du duché à la Suisse. Une pétition circule dans cette partie du pays (Chablais, Faucigny, Nord du Genevois) et réunit plus de 13 600 signatures, dont 31 pour la commune,. Le duché est réuni à la suite d'un plébiscite organisé les 22 et 23 avril 1860 où 99,8 % des Savoyards répondent « oui » à la question « La Savoie veut-elle être réunie à la France ? ».
En 1970, Ambilly vend 10 hectares des communaux à Genève. En 2019, Ambilly vend 70 % des 20 hectares restants et loue 30 % en longue durée (contrat appelé bail emphytéotique en France et rente de superficie en Suisse).

## Politique et administration

### Liste des maires
| Période                                  | Période                       | Identité            | Étiquette       | Qualité                                                     |
| ---------------------------------------- | ----------------------------- | ------------------- | --------------- | ----------------------------------------------------------- |
| 1969                                     | juin 1995                     | Jean Beauquis       | CD puis UDF-CDS | Conseiller général du canton d'Annemasse-Nord (1973 → 1985) |
| juin 1995                                | mars 2001                     | Angel Erbeia        | UDF             |                                                             |
| mars 2001                                | mars 2008                     | Jean-Michel Duret   | UDF             | Vice-président du SIFOR, de la CARA et du CDG               |
| mars 2008                                | En cours (au 15 juillet 2020) | Guillaume Mathelier | PS              | Professeur de faculté Vice-président d'Annemasse Agglo      |
| Les données manquantes sont à compléter. |                               |                     |                 |                                                             |

## Population et société
Ses habitants sont appelés les Ambilliens.

### Démographie
L'évolution du nombre d'habitants est connue à travers les recensements de la population effectués dans la commune depuis 1793. Pour les communes de moins de 10 000 habitants, une enquête de recensement portant sur toute la population est réalisée tous les cinq ans, les populations de référence des années intermédiaires étant quant à elles estimées par interpolation ou extrapolation. Pour la commune, le premier recensement exhaustif entrant dans le cadre du nouveau dispositif a été réalisé en 2005.

En 2022, la commune comptait 6 269 habitants, en évolution de −0,52 % par rapport à 2016 (Haute-Savoie : +6,01 %, France hors Mayotte : +2,11 %).
| 1793 | 1800 | 1806 | 1822 | 1838  | 1848 | 1858 | 1861 | 1866 |
| ---- | ---- | ---- | ---- | ----- | ---- | ---- | ---- | ---- |
| 172  | 161  | 161  | 603  | 1 134 | 288  | 224  | 218  | 233  |

| 1872 | 1876 | 1881 | 1886 | 1891 | 1896 | 1901 | 1906 | 1911 |
| ---- | ---- | ---- | ---- | ---- | ---- | ---- | ---- | ---- |
| 192  | 186  | 180  | 222  | 332  | 352  | 411  | 508  | 509  |

| 1921 | 1926 | 1931  | 1936  | 1946  | 1954  | 1962  | 1968  | 1975  |
| ---- | ---- | ----- | ----- | ----- | ----- | ----- | ----- | ----- |
| 587  | 958  | 1 391 | 1 816 | 2 335 | 2 590 | 3 254 | 4 337 | 5 582 |

| 1982  | 1990  | 1999  | 2005  | 2006  | 2010  | 2015  | 2020  | 2022  |
| ----- | ----- | ----- | ----- | ----- | ----- | ----- | ----- | ----- |
| 5 224 | 5 904 | 5 808 | 5 745 | 5 728 | 5 890 | 6 175 | 6 014 | 6 269 |

### Enseignement
La commune d'Ambilly est située dans l'académie de Grenoble. En 2015, elle administre une école primaire « la Fraternité » qui regroupe 252 élèves, une école maternelle « la Paix » (107 enfants) et l'école élémentaire « la Paix » qui compte 159 élèves.

### Sports
La commune abrite le gymnase municipal Lucien Veyrat. Dans ce gymnase de deux étages, plusieurs associations viennent régulièrement pratiquer leur sport. Il y a notamment le club d’athlétisme, de football ou encore de tennis de table.

#### Tennis de table
Le club de tennis de table de l'Entente Pongiste Ambilly a été fondé en 1958 par Lucien Veyrat. Après avoir hissé sa première équipe en nationale 2 dans les années 80, le club a connu une période plus délicate qui a failli conduire à l'extinction. Heureusement, depuis quelques années, l'EPA a connu un vif renouveau qui se traduit par le nombre de licenciés en constante augmentation et par des résultats de plus en plus probants chez les jeunes joueurs. En juin 2018, le club accède à la régionale 2. Avec plus d'une centaine de membres et près de 70 jeunes, l'Entente Pongiste se positionne comme un des plus grands clubs savoyards.

### Médias

#### Radios et télévisions
La commune est couverte par des antennes locales de radios dont France Bleu Pays de Savoie, ODS Radio… Enfin, la chaîne de télévision locale TV8 Mont-Blanc diffuse des émissions sur les pays de Savoie. Régulièrement, l'émission La Place du village expose la vie locale. France 3 et sa station régionale France 3 Alpes peuvent parfois relater les faits de vie de la commune.

#### Presse et magazines
La presse écrite locale est représentée par des titres comme Le Dauphiné libéré, L'Essor savoyard, Le Messager - édition Faucigny, le Courrier savoyard.

#### Internet
Ambilly a été récompensée pour sa politique Internet par le label « Ville Internet » en 2011 et 2014 par @@.

## Culture locale et patrimoine

### Lieux et monuments
Clos Babuty, grande maison de style jurassien, jadis propriété de Joseph Babuty qui fut maire d'Ambilly pendant 40 ans. La maison et le clos ont été vendus par la famille de Buttet, descendant des Babuty, à la commune d'Ambilly en 1995.

#### Monuments religieux
- La chapelle de Saint-François de Sales (1957).

### Patrimoine naturel
Parc Jean-Beauquis, aménagé en 1978-79 par la municipalité Beauquis (1969-1995) à la suite du don du terrain par la baronne Jacques de Buttet du Bourget, descendante de Joseph Babuty.
La commune avait vu une partie de son territoire cédé au canton de Genève à la suite du traité de Paris (1815). Librement cultivables par les habitants, ces 20 hectares de terres ont alors été exploitées par les habitants qui traversaient chaque jour la frontière. En 2012, la commune a décidé de vendre 70 % du terrain et de louer le reste

### Patrimoine culturel
La mairie abrite un tableau encadré de Maurice Boitel prêté par le Fonds National d'Art Contemporain : "le port de la Meule, Ile d'Yeu,"1960, huile sur toile, 41x120cm, signé en bas à gauche[réf. nécessaire]. Ce tableau appartient à l'une des plus intéressantes périodes du peintre. De cette époque, il ne reste que peu de tableaux en France, la quasi-totalité ayant été vendue en Grande-Bretagne et aux États-Unis.[réf. nécessaire]

### Espaces verts et fleurissement
En 2014, la commune obtient le niveau « une fleur » au concours des villes et villages fleuris.

### Personnalités liées à la commune
- Joseph Babuty (1847-1924), ancien combattant dans le Ier Bataillon des Mobiles de Savoie en 1870, maire d'Ambilly de 1884 à 1924.
- Jean Beauquis (1913-2000), maire d'Ambilly (octobre 1966 - juin 1995), ancien résistant, conseiller général d'Annemasse-nord (septembre 1973 - mars 1985), Croix du combattant, chevalier de la Légion d'honneur. Un parc communal porte nom.
- Richard Roman (1959-2008).
- Philippe Fargeon (1964 - ), natif, footballeur professionnel.
- Pierre Cormon (1965 - ), natif, écrivain.
- Franck Azéma (1971 - ), natif, joueur et entraîneur de rugby à XV.
- Yoann Blanc (1975 -), natif, acteur.
- Guillaume Veillet (1975 - ), natif, journaliste musical.
- Nabilla Benattia (1992 - ), native, vedette de la télé-réalité française.
- Sophie-Tith (1996 - ), native, gagnante de l'émission télévisée Nouvelle Star en 2013, chanteuse.
- Diane Rouxel (1993 - ), native, actrice.

### Héraldique
| Armes d'Ambilly | Les armes d'Ambilly se blasonnent ainsi : D'azur à une rivière d'argent en pal passant sous un pont d'or mouvant de la pointe, chapé, à dextre, aussi d'argent chargé d'une feuille de chêne de sinople et, à senestre, aussi d'or chargé d'une feuille de chêne aussi de sinople, au chef de gueules chargé d'une croix d'argent. |

Les éléments héraldiques utilisés s'expliquent ainsi : les trois couleurs fondamentales : l'argent, l'azur et l'or, proviennent des trois familles qui ont occupé une situation prédominante à Ambilly, respectivement les Bochets, les Voland et les Seyssel.
- Les nobles Bochet, originaires d'Évires, fixés à Ambilly à la fin du XVe siècle, en la personne de maître Hugonin Bochet, notaire, soit sept générations vivront dans la commune. Leurs armoiries étaient : d'argent à trois fasces de sable.
- Les nobles Voland (ou de Volland) sont venus à Ambilly par mariage. Égrège[28] Claude Voland épousa Françoise Bochet, il fut anobli en 1567 et reçut les armoiries suivantes : d'azur à trois ailes d'or. Son petit-fils, Noble Philibert Voland, seigneur de Compois est également qualifié seigneur d'Ambilly.

- La maison de Seyssel : Antoine de Seyssel, seigneur de Sothonod, en épousant Diane de Voland, héritière de sa famille, devient seigneur d'Ambilly, titre qui restera celui de ses descendants jusqu'au milieu du XVIIIe siècle.

Les Seyssel, seigneurs d'Ambilly, descendaient d'une des plus anciennes familles de la noblesse savoyarde, leurs armes étaient : gironné d'or et d'azur.
La rivière d'argent mise en pal, figure le Foron qui traverse le territoire de la commune d'Ambilly.
Le pont frontière de la Pierre à Bochet est symbolisé par le pont d'or.
Les deux feuilles de chêne sont représentatives des anciennes chênaies qui occupaient jadis une grande étendue des terres d'Ambilly. Les communes genevoises voisines dont une partie du territoire actuel appartenait autrefois à la Savoie, Chêne-Bougeries, Chêne-Bourg et Thônex (Chêne-Thônex divisé en 1869, en Chêne-Bourg et Thônex) ont également dans leurs armoiries soit un chêne (Chêne-Bourgeries) soit des feuilles de chêne (Chêne-Bourg et Thônex).
La devise PARVULA SED NON MINIMA signifie : La plus petite mais pas des moindres.